# Paul Obi
Paul Edor Obi ist ein nigerianischer Oberstleutnant im Ruhestand, der von Juli 1998 bis Mai 1999 während des Übergangsregimes von General Abdulsalami Abubakar als Militärverwalter des Bundesstaates Bayelsa diente.

## Frühe Karriere
Obi absolvierte die U.S. Army Aviation School in Fort Rucker, Alabama, und erwarb ein Higher Diploma in Aviation Technology. Er absolvierte außerdem das Armed Forces Command and Staff College in Jaji.
Er diente über 23 Jahre beim Militär und war Zugführer der Interimstruppe (UNIFIL) der Vereinten Nationen im Libanon.

## Verwalter des Bundesstaates Bayelsa
Obi wurde im Juli 1998 zum Militärverwalter des Staates Bayelsa ernannt.
Am 11. Dezember 1998 marschierten Demonstranten zum Regierungsgebäude in Yenagoa, um ihren Unmut kundzutun. Truppen eröffneten das Feuer, töteten einige und verletzten zahlreiche weitere.
Nach anhaltenden Unruhen verhängte er am 30. Dezember 1998 den Ausnahmezustand, setzte alle bürgerlichen Freiheiten außer Kraft und verhängte eine nächtliche Ausgangssperre.
Die Führer der Freiwilligentruppe des Nigerdeltas (NDVF) bezeichneten dies als eine „offene Kriegserklärung an die Ijaw“. Die Ausgangssperre wurde am 4. Januar 1999 aufgehoben, nachdem die Regierung „Kriegsschiffe und zusätzliche Truppen in die Gebiete des Nigerdeltas entsandt hatte, um gewalttätige Proteste unruhiger Ijaw-Jugendlicher niederzuschlagen“.
Obi war Mitglied des Niger Delta Development Option Committee, das den ersten Entwurf für die Entwicklung der Nigerdelta-Region erstellte.
Im April 1999 traf er sich mit ausgewählten Ijaw-Führern im State House in Yenagoa. Er sagte, die Bundesregierung wolle den Staat bei seiner Entwicklung unterstützen und forderte die Bevölkerung auf, „den Weg des Friedens und des Dialogs stets zu beschreiten“.
Er übergab das Amt zu Beginn der Vierten Republik Nigeria nach den Gouverneurswahlen am 29. Mai 1999 an den gewählten zivilen Gouverneur Diepreye Alamieyeseigha.

## Spätere Karriere
Nach seiner Pensionierung arbeitete Obi als Sicherheitsberater und war Vorsitzender/CEO von Pauliza Limited. Er wurde in den Vorstand mehrerer Unternehmen berufen, darunter United Mortgage, Standard Alliance Insurance, Concert Alliance, Next Generation Wireless, Rode & Roke und Lagos Business School Alumni Board.
Er wurde im März 2022 wegen mutmaßlichen Betrugs angeklagt.